# بيرت مارشال (لاعب هوكي الجليد)
بيرت مارشال (بالإنجليزية: Bert Marshall)‏ هو لاعب هوكي الجليد أمريكي، ولد في 22 نوفمبر 1943 في كاملوبس في كندا.

## وصلات خارجية
- بيرت مارشال على موقع دوري الهوكي الوطني (الإنجليزية)
- بيرت مارشال على موقع EliteProspects.com (الإنجليزية)
- بيرت مارشال على موقع HockeyDB.com (الإنجليزية)
- بيرت مارشال على موقع Hockey-Reference.com (الإنجليزية)